# Shalford, Peasmarsh and Chilworth
Shalford, Peasmarsh and Chilworth (före 2022 Shalford) är en civil parish i Storbritannien. Den ligger i grevskapet Surrey och riksdelen England, i den södra delen av landet, 50 km sydväst om huvudstaden London.